# Stefan Felsztyński
Stefan Felsztyński (ur. 3 maja 1888 w Zagórzu, zm. 30 czerwca 1966 w Londynie) – major kawalerii Wojska Polskiego, artysta malarz. W 1965 roku Prezydent RP na Uchodźstwie August Zaleski mianował go podpułkownikiem w korpusie oficerów kawalerii. 

## Życiorys
Od 1908 do 1912 studiował w Szkole Sztuk Pięknych w Krakowie w pracowni Józefa Mehoffera, jego wykładowcami byli również Stanisław Dębicki i Teodor Axentowicz. Jako członek Polowych Drużyn Sokolich zaciągnął się w 1914 do Legionów Polskich, został przydzielony do 1 pułku piechoty, gdzie służył początkowo w III plutonie 3 szwadronu, a następnie w III plutonie 4 szwadronu. W 1915 awansował na dowódcę I plutonu 2 szwadronu i adiutanta pułku. Następnie został oficerem broni w 1 pułku ułanów, oficerem łącznikowym i wywiadowcą w I Brygadzie. Zaprojektował pierwszy wzór munduru noszonego przez 1 Brygadę tzw. „Beliniaków”. W październiku 1916 wygrał zorganizowany w Baranowiczach konkurs hippiczny o „Puchar Wschodu”. 1 listopada 1916 roku został mianowany chorążym kawalerii. 1 kwietnia 1917 roku był hospitantem w 1 pułku artylerii.
Po odzyskaniu przez Polskę niepodległości wziął udział w wojnie z bolszewikami. 
3 maja 1922 roku został zweryfikowany w stopniu rotmistrza ze starszeństwem z dniem 1 czerwca 1919 roku i 22. lokatą w korpusie oficerów jazdy (od 1924 roku – kawalerii). Jego oddziałem macierzystym był wówczas 23 pułk Ułanów Grodzieńskich. 18 maja 1923 roku Prezydent RP, prostując formalne pomyłki na liście starszeństwa oficerów zawodowych, zatwierdził go w stopniu majora ze starszeństwem z dniem 1 czerwca 1919 roku i 101,5 lokatą w korpusie oficerów jazdy. W 1923 roku pełnił służbę w 2 pułku szwoleżerów w Białej. W czerwcu następnego roku został przeniesiony do 22 pułku ułanów w Brodach. Był przydzielony do 1 pułku czołgów. W 1928 roku pełnił służbę w Szkole Podchorążych Piechoty w Ostrowi. 12 marca 1929 roku został zwolniony z zajmowanego stanowiska, pozostawiony bez przynależności służbowej i oddany do dyspozycji dowódcy Okręgu Korpusu Nr I. Z dniem 31 sierpnia 1929 roku został przeniesiony w stan spoczynku.
Po 1921 pracował w krakowskim samorządzie miejskim, równolegle malował i tworzył witraże. Brał udział w wystawach organizowanych w Krakowie, Warszawie oraz poza granicami kraju m.in. w Kolonii, Londynie. Był członkiem Cechu Artystów Jednoróg. 3 lutego 1923 ożenił się z Julianną Anną zwaną Hanką (1893–1985) córką Włodzimierza Tetmajera i Anny Mikołajczykówny. Wykonał rysunek maski pośmiertnej swojego teścia.
W 1934 roku, jako major ze starszeństwem z dniem 1 czerwca 1919 roku i 111. lokatą w korpusie oficerów stanu spoczynku piechoty, pozostawał w ewidencji Powiatowej Komendy Uzupełnień Kraków Miasto. Posiadał przydział do Oficerskiej Kadry Okręgowej Nr V. Był wówczas „przewidziany do użycia w czasie wojny”.
Przed wybuchem II wojny światowej został zmobilizowany, brał udział w kampanii wrześniowej na wschodzie kraju, gdzie po wkroczeniu Armii Czerwonej został wzięty do niewoli przez NKWD. Oswobodzony w ramach amnestii przedostał się do organizowanej Armii gen. Wł. Andersa, rozkazem z 15 stycznia 1942 został dowódcą Centrum Wyszkolenia Broni Pancernej i razem z Armią Andersa przeszedł szlak bojowy.
Po zakończeniu działań wojennych znalazł się we Francji, a w 1947 przeniósł się do Londynu i tam pozostał na stałe. Poza kontynuacją twórczości malarskiej był zaangażowany w działalność organizacji kombatanckich, działał artystycznie tworząc dekoracje i grając w Teatrze Polskim ZASP w Londynie. Pisał felietony oraz recenzje teatralne i muzyczne do prasy polonijnej.
W 1965 roku Prezydent RP na Uchodźstwie August Zaleski mianował go podpułkownikiem w korpusie oficerów kawalerii. Zmarł w Londynie w wieku 78 lat. Pochowany został na cmentarzu South Ealing.
Stefan Felsztyński tworzył obrazy w technice olejnej i akwarelowej, najczęściej podejmowaną była tematyka alegoryczno-symboliczna oraz fantastyczno-baśniowa. Był również ilustratorem książek oraz projektantem witraży.

## Ordery i odznaczenia
- Krzyż Niepodległości (12 maja 1931)[15]
- Krzyż Walecznych (dwukrotnie)
- Złoty Krzyż Zasługi (24 maja 1929)[16]